# 丁酸铵
丁酸铵是一种有机酸的铵盐，化学式为C3H7COONH4。它可由干燥的氨气和丁酸的乙醚溶液反应制得：
NH3 + C3H7COOH → C3H7COONH4↓
它在低温可以和氨形成氨合物C3H7COONH4·xNH3。它可用作生长方解石单晶的矿化剂。